# Oonops figuratus
Oonops figuratus là một loài nhện trong họ Oonopidae.
Loài này thuộc chi Oonops. Oonops figuratus được Eugène Simon miêu tả năm 1891.